# Tomáš Josl
Tomáš Josl (Přerov, 12 novembre 1984) è un ex calciatore ceco, di ruolo difensore attuale preparatore del Vysočina Jihlava.

## Carriera

### Club
Terzino sinistro, dopo aver giocato tra Repubblica Ceca, Slovacchia e Polonia, nel 2012 ritorna in patria, giocando per un biennio nella massima divisione nazionale. Nel 2014 si accorda con il Northeast United, andando a giocare in India, nella neonata Indian Super League.

## Palmarès

### Club

#### Competizioni nazionali
- 1. Slovenská Futbalová Liga: 1

Tatran Prešov: 2007-2008